# Cantonul Soultz-sous-Forêts
Cantonul Soultz-sous-Forêts este un canton din arondismentul Wissembourg, departamentul Bas-Rhin, regiunea Alsacia, Franța.

## Comune
- Aschbach
- Betschdorf
- Drachenbronn-Birlenbach
- Hatten
- Hoffen
- Hunspach
- Ingolsheim
- Keffenach
- Kutzenhausen
- Lobsann
- Memmelshoffen
- Merkwiller-Pechelbronn
- Oberrœdern
- Retschwiller
- Rittershoffen
- Schœnenbourg
- Soultz-sous-Forêts (reședință)
- Stundwiller
- Surbourg